# Раковац (община Пале)
Раковац (на сръбски: Раковац) е село в Босна и Херцеговина, разположено в община Пале, в ентитета на Република Сръбска. Населението му според преброяването през 2013 г. е 871 души, от тях: 867 (99,54 %) сърби, 2 (0,22 %) хървати и 2 (0,22 %) не са се определили.

## Население
Численост на населението според преброяванията през годините:
- 1961 – 279 души
- 1971 – 359 души
- 1981 – 458 души
- 1991 – 363 души
- 2013 – 871 души